# Phryxe nigra
Phryxe nigra là một loài ruồi trong họ Tachinidae.